# 広島市道草津沼田線
広島市道草津沼田線（ひろしましどう くさつぬまたせん）は、広島県広島市西区商工センター二丁目から、安佐南区沼田町大塚に至る道路（市道・都市計画道路）である。
この道路のうち、広島市西区草津南四丁目の草津出入口から西区田方三丁目の沼田出入口に至る区間が、「草津沼田道路」となる。
- 起点：広島市西区商工センター二丁目・商工センター2丁目17番交差点（広島市道観音井口線交点）
- 終点：広島市安佐南区沼田町大塚・大塚駅北交差点（広島県道71号広島湯来線・広島県道265号伴広島線・広島市道高陽沼田線・広島市道西風新都中央線交点）
- 総延長：約8.5km

## 重複区間
- 広島県道71号広島湯来線（広島市西区田方三丁目・田方3丁目交差点〔沼田出入口〕 - 広島市安佐南区沼田町大塚・大塚駅北交差点〔終点〕）
- 広島県道265号伴広島線（広島市佐伯区五日市町石内・五月が丘南交差点 - 広島市安佐南区沼田町大塚・大塚駅北交差点〔終点〕）

## 地理
- 商工センター
- 広島広域公園
- 広島広域公園陸上競技場（広島ビッグアーチ）
- 広島修道大学
- 広島高速交通広島新交通1号線（アストラムライン）
  - 広域公園前駅
  - 大塚駅

## 通過する自治体
- 広島県
  - 広島市
    - 西区
    - 佐伯区
    - 安佐南区

## 交差する道路
- 広島市道観音井口線（広島市西区商工センター二丁目・商工センター2丁目17番交差点〔起点〕）
- 広島市道西部流通環状線（広島市西区商工センター二丁目・商工センター2丁目交差点）
- 広島県道71号広島湯来線（広島市西区田方三丁目・田方3丁目交差点〔沼田出入口〕）
- 広島県道265号伴広島線（広島市佐伯区五日市町石内・五月が丘南交差点）
- 広島県道290号原田五日市線（広島市佐伯区五日市町石内・五月が丘交差点）
- 山陽自動車道五日市IC（広島市佐伯区五日市町石内・五日市インター入口交差点）
- 広島県道71号広島湯来線・広島県道265号伴広島線・広島市道高陽沼田線・広島市道西風新都中央線（広島市安佐南区沼田町大塚・大塚駅北交差点〔終点〕）